# Ormosia inaequispina
Ormosia inaequispina là một loài ruồi trong họ Limoniidae. Chúng phân bố ở miền Cổ bắc.